# Felicitas Kuhn
Felicitas Kuhn, auch Felicita Kuhn, Felicitas Kuhn-Klappschy, Felicitas Kuhnová (* 3. Jänner 1926 in Wien; † 4. Oktober 2022 in Baden bei Wien), war eine österreichische Bilder- und Kinderbuchillustratorin. Sie hat weit über 100 Kinder- und Märchenbücher illustriert, einige davon mit einer Auflage von über 900.000 Exemplaren. Hinzu kommen noch Quartette, Kinderspielkarten, Glückwunsch- und Weihnachtskarten, Adventkalender, Spardosen u. a. m. Die Künstlerin illustrierte vor allem in Feder und Aquarell.

## Leben
Felicitas Kuhn, Tochter eines Zahnarztes, absolvierte von 1940 bis 1947 die Höhere Graphische Lehr- und Versuchsanstalt in Wien. Anschließend arbeitete die Illustratorin im Kunsthistorischen Museum in Wien. Nebenbei gehörte sie bis 1957 zu den Künstlern der Zeitschrift Wunderwelt, die von 1948 bis 1986 erschien. Für diese Zeitschrift illustrierte sie die Märchen, die über zwei Seiten hinweggingen.
Die Künstlerin heiratete 1950 den Werbetexter Helmut Kuhn. Aus der Ehe ging ein Sohn hervor. Das Ehepaar lebte in Baden.

## Kritische Würdigung
Das umfangreiche Werk Kuhns wird von der „seriösen“ Kinder- und Jugendliteraturforschung kaum beachtet, obwohl ihre Bilderbücher seit Jahrzehnten von Kindern geliebt und noch immer neu aufgelegt werden. Die meisten ihrer Bilderbücher werden als Kaufhausbilderbuch, ihr Stil als kindertümelnd abgewertet. Ein Kennzeichen des Kaufhausbilderbuches und des kindertümlichen Stils sind u. a. der naive Realismus und der üppige Einsatz des Kindchenschemas. Dazu Euler:
Der naive Realismus der Abbildungen (leuchtende, ungemischte Farben; flächiger Farbauftrag ohne Schattierungen; klare Konturen; einfacher, spannungsfreier Bildaufbau) ist wegen seiner Einschätzung als 'kitschig' meist der Hauptgrund der Ablehnung bzw. Nichtbeachtung des Kaufhausbilderbuchs durch die Kinderbuchforschung und -kritik. Wie sehr sich allerdings dahinter ein elitärer und bornierter 'Kunst'begriff verbirgt, zeigen mehrere Untersuchungen, die genau diese Darstellungsweise als die dem kindlichen Bildverhältnis und -verständnis am besten entsprechende herausstellen. Ein weiterer Kunstgriff, der den Bildern Reiz und Attraktivität für Kinder verleiht, ist die reichliche Anwendung des 'Kindchenschemas'. Verschiedene 'Tricks' (in der Sprache der Verhaltensforscher: Schlüsselreize) lassen die dargestellten Tiere und Menschen besonders lieblich und herzig erscheinen.
Am Beispiel des Märchenbilderbuches Brüderchen und Schwesterchen. Ein Märchen der Gebrüder Grimm analysieren Hille Dehn und Jens Thiele den Illustrationsstil Felicitas Kuhns im Hinblick der Bildästhetik. Dabei kommen sie zu folgender Beurteilung:
 Ein im Verhältnis zum Körper überdimensionaler Kopf, weitauseinanderstehende große Augen und eine Stupsnase sind Schlüsselreize, die beim Betrachter spontanes Sympathieverhalten erzeugen [...] Der Illustratorin geht es [...] nicht um eine Annäherung der gemalten Figur an den Märchentext, sondern vielmehr um eine 'Anhäufung bildnerischer Reize' [...] Es gibt weder eine räumliche Tiefe im Bild noch zusätzliche Bildelemente [...] Die Illustratorin greift hier eine Grundhaltung der Romantik auf, in der ja der gefühlvoll erlebte Augenblick [...] idealisiert wurde. Was in der Romantik aber Ausdruck eines poetischen, innigen Erlebens war, gerinnt hier zum leeren, erstarrten Bildschema, zur romantischen Schablone. Die spezifisch romantische Grundstimmung ist einer 'unverbindlichen, sentimentalen Bildstimmung' gewichen.
Jochen Hering bewertet Felicitas Kuhns Bilderbuch Rotkäppchen wie folgt:
Das Märchenbilderbuch  zeigt uns eine treusorgende Mutter. Das Rotkäppchen ist ein adrettes  und wohlerzogenes Kind. Wir sind beim Klischee angelangt, eine  Schablone für Mutter und Kind. Im Wald der Wolf, auch er eine Figur, die Schrecken auslösen könnte, und dann ein Happy End, das auf der Bildebene nicht einmal eines ist, weil die Bilder so vor sich hinplätschern, ihnen jedes tatsächliche Gefühl angesichts eines Unheils fremd ist und auch keine Spannung aufgelöst wird. Großmutter erfreut, Rotkäppchen erstaunt, der Jäger hat seines Amtes gewaltet. Sprachlose Bilder! Eine Ästhetik des Netten und Niedlichen, in der alles dem Schema einer scheinbaren Kindlichkeit untergeordnet wird.
Anna Zamolska betont in ihrer Auseinandersetzung mit den Märchen-Aquarellen von Felicitas Kuhn hingegen deren Bedeutung für die ästhetische Bildung von Kindern:
Felicitas Kuhn kombiniert in ihren Bildern die einfachen Formen Dreieck, Kreis, Viereck, mit denen kleine Kinder zuerst spielen und die sie als Erstes erkennen lernen. Ihren Stil bestimmen aussagekräftige Gesichter, Farben und Kompositionen: Sie arbeitet sehr stark mit Komplementärfarben, wählt warme und klare Farbtöne, die eine harmonische Farbpalette ergeben und das bunte Gesamtbild nicht überladen erscheinen lassen – im Gegenteil: Ihre Farbwahl ist bereits eine erste Schulung in Ästhetik. Anhand ihrer Bilder bekommen Kinder einen ersten Einblick in kulturelle und geschichtliche Bereiche wie Kostümgeschichte und Traditionen, Kulturgeschichte und Haushalt.

## Werke (Auswahl)
- Die Windmännlein, Wels o. J. (1950)
- Vom Himmel hoch, Wiesbaden o. J. (1954)
- Schneewittchen, Erlangen o. J. (1954)
- Peterlein auf dem Weihnachtsmarkt, Erlangen o. J. (1960)
- Im Märchenwald, Wien/München/Basel 1962
- Zehn kleine Negerlein, Erlangen 1965
- Über Stock und über Stein ..., Wien 1969
- Schwarzer Peter, München: Schmid Spiele o. J. (1970)
- Die Zwergenschule, Erlangen 1971
- Mein buntes Vorlesebuch, Wien 1973
- Die Zwergenschule, Erlangen o. J. (1979)
- Brüderchen und Schwesterchen. Ein Märchen der Gebrüder Grimm, Erlangen 1981
- Sing mit mir, Erlangen 1982
- 10 Weihnachtsengelein, Erlangen 1983
- Weihnachtsträume, Erlangen 1984
- Morgen kommt der Weihnachtsmann, Erlangen 1985
- Fünf kleine Negerlein, Erlangen 1990
- Bald ist Weihnacht, Erlangen 1991
- Der kleine Häwelmann, Erlangen 1998
- Eine fröhliche Fahrt, Klosterneuburg 2000
- Ein lustiger Tag, Wien 2000
- Die fleißigen Osterhasen, Augsburg 2000
- Besuch im Wichtelhaus, Klosterneuburg 2001
- Die Windmännlein, Klosterneuburg 2001
- Eine fröhliche Fahrt, Klosterneuburg 2004
- Peter und das Sandmännchen, Klosterneuburg 2004
- Puck der Waldzwerg, Augsburg 2004
- Was willst du werden, Augsburg 2004
- Rotkäppchen, Erlangen o. J.